# Tratado de Brétigny

Mapa do França depois do Tratado de Brétigny. Em vermelho, os territórios controlados por Eduardo III; em rosa, os territórios cedidos para a Inglaterra devido ao tratado.

O Tratado de Brétigny foi um tratado, redigido em 8 de maio de 1360 e ratificado em 24 de outubro de 1360, entre os reis Eduardo III da Inglaterra e João II da França. Em retrospecto, é visto como tendo marcado o fim da primeira fase da Guerra dos Cem Anos (1337-1453), bem como o auge do poder inglês no continente europeu.
Foi assinado em Brétigny, uma vila perto de Chartres, e mais tarde foi ratificado como o Tratado de Calais em 24 de outubro de 1360.

## Antecedentes
O rei João II da França, feito prisioneiro de guerra na Batalha de Poitiers (19 de setembro de 1356), trabalhou com o rei Eduardo III da Inglaterra para redigir o Tratado de Londres (1359). O tratado foi condenado pelos Estados Gerais franceses, que aconselharam o Delfim Carlos a rejeitá-lo.
Em resposta, Eduardo, que desejava ceder algumas das vantagens reivindicadas no abortado Tratado de Londres no ano anterior, sitiou Reims. O cerco durou até janeiro e com os suprimentos acabando, Eduardo retirou-se para a Borgonha. Depois que o exército inglês tentou um inútil cerco a Paris, Eduardo marchou para Chartres, e a discussão dos termos começou no início de abril.

## Termos

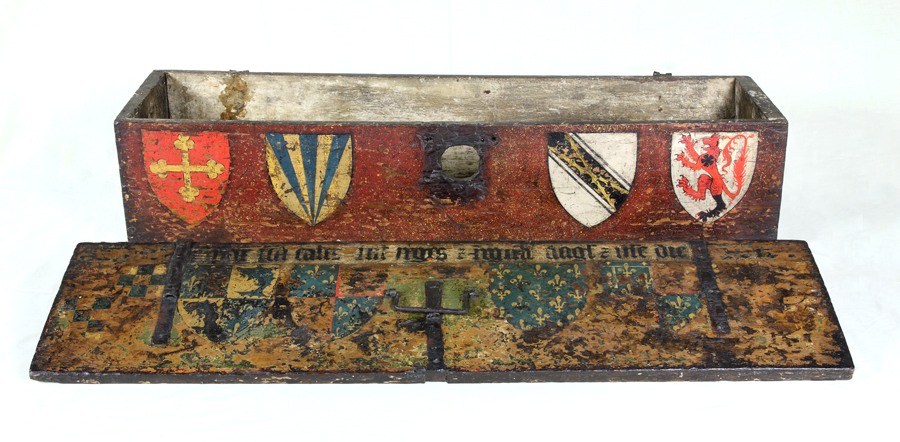
Tratado de Calais Chest nos Arquivos Nacionais, Kew.

O Tratado de Brétigny foi ratificado em 10 de maio de 1360, pelo Delfim Carlos e seis cavaleiros ingleses no Hôtel de Sens. Em 14 de junho de 1360, João II, um prisioneiro na Inglaterra, ratificou o tratado em um banquete com a presença de Eduardo III, príncipe de Gales, e outros prisioneiros franceses da batalha de Poitiers. A finalização do tratado ocorreria em Calais em 24 de outubro de 1360.
Em virtude deste tratado, Eduardo III obteve, além da Guyenne e da Gasconha, Poitou, Saintonge e Aunis, Agenais, Périgord, Quercy, Bigorre, o condado de Gauré, Angoumois, Rouergue, Montreuil-sur-Mer, Ponthieu, Calais, Sangatte, Ham and theconde de Guînes. O rei da Inglaterra deveria mantê-los livres e livres, sem prestar homenagem a eles. Além disso, o tratado estabelecia que o título de 'todas as ilhas que o rei da Inglaterra agora possui' não estaria mais sob a suserania do rei da França. O título Duque da Aquitânia foi abandonado em favor do Senhor da Aquitânia.
Por seu lado, o rei da Inglaterra renunciou a todas as reivindicações ao trono francês. Os termos de Brétigny destinavam-se a desembaraçar as responsabilidades feudais que haviam causado tantos conflitos e, no que dizia respeito aos ingleses, concentrariam os territórios ingleses em uma versão expandida da Aquitânia. A Inglaterra também restaurou os direitos do bispo de Coutances a Alderney, que haviam sido retirados deles pelo rei da Inglaterra em 1228.
João II teve de pagar três milhões de écus pelo resgate, e seria libertado depois de pagar um milhão. A ocasião foi a primeira cunhagem do franco, equivalente a um livre tournois (vinte sous). Como garantia do pagamento do resgate, João deu como reféns dois de seus filhos, Luís I, duque de Anjou e João, duque de Berry, vários príncipes e nobres, quatro habitantes de Paris e dois cidadãos de cada das dezenove principais cidades da França.

## Fuga
Enquanto os reféns eram mantidos, João voltou à França para tentar arrecadar fundos para pagar o resgate. Em 1362, o filho de João, Luís I, Duque de Anjou, um refém em Calais, controlado pelos ingleses, escapou do cativeiro. Assim, com a partida de seu refém substituto, João sentiu-se obrigado a retornar ao cativeiro na Inglaterra. Ele morreu no cativeiro em 1364 e foi sucedido por seu filho, Carlos V. Em 1369, sob o pretexto de que Eduardo III não havia cumprido os termos do tratado, o rei da França declarou guerra mais uma vez.
Na época da morte do Príncipe Negro em 1376 e da morte de Eduardo III em 1377, as forças inglesas haviam sido empurradas de volta para seus territórios no sudoeste, em torno de Bordeaux.

## Legado
O tratado não levou a uma paz duradoura, mas obteve uma trégua de nove anos da Guerra dos Cem Anos. Nos anos seguintes, as forças francesas se envolveram em batalhas contra os anglo-navarros (vitória de Bertrand du Guesclin em Cocherel em 16 de maio de 1364) e os bretões.